# Clive Nolan
Clive Nolan, né le 30 juin 1961, est un musicien, chanteur, compositeur et producteur britannique appartenant au mouvement du rock progressif, il a été le claviériste des groupes Pendragon (1986-aujourd'hui), Shadowland (1992-aujourd'hui), Strangers on a Train (1993–1994) et Arena (1995-aujourd'hui). Il a également écrit plusieurs textes pour Arena et coproduit de nombreux albums d'autres groupes.

## Biographie
À l'âge de 16 ans, Nolan devient le plus jeune musicien d'Angleterre à obtenir son "A.L.C.M.", diplôme de composition du London College of Music. En 1982, il gagne une coupe et 2 médailles à la compétition de composition du Cheltenham Music Festival.
Il a également signé deux albums en duo avec Oliver Wakeman : Jabberwocky (1999) et Hound of Baskervilles (2002)

## Comédies musicales
Outre ses projets dans le rock progressif, Nolan a écrit un opéra rock intitulé She, dont l'histoire est inspirée d'un roman de Sir H Rider Haggard. She a été filmé en 2008, pour sortir en DVD à Katowice, en Pologne, puis rejoué en 2010 à Santa Cruz, en Bolivie. Nolan a ensuite fondé la Caamora Theatre Company, et a retravaillé She, pour en faire une vraie comédie musicale, afin de la jouer en Angleterre.
Nolan a également sorti Alchemy, une comédie musicale, dont le livret est une création originale du compositeur. En 2017, Alchemy connaît une suite intitulée King's Ransom.

## Écriture
En plus du livret de Alchemy, Clive Nolan a également écrit un roman en 2005, nommé Mephisto Bridge, qui n'est à l'heure actuelle pas encore publié

## Récompenses
Clive Nolan a obtenu le titre de meilleur claviériste décerné par la Classic Rock Society, en 1995, 1996, 1998, 2005, 2009, 2010 et 2011. Il a également été nommé par le gouvernement bolivien visiteur honoraire de Santa Cruz, pour son travail théâtral dans la ville. En 2013 il a aussi reçu le Golden Lexicon Award pour son travail sur Alchemy

## Discographie
Source

### Arena
- Voir Discographie d'Arena

### Pendragon
- Voir Discographie de Pendragon

### Shadowland
- Voir Discographie de Shadowland

### Caamora Theatre Company
- Clive Nolan & Agnieszka Świta - Closer - 2006
- Caamora - Walk on Water (EP) - Metal Mind 2007
- Caamora - Embrace (EP) - Metal Mind 2008
- Caamora - Journey's End... An Acoustic Anthology - Metal Mind 2008
- Caamora - She (DVD/DVD Digipack) - Metal Mind 2008
- Caamora - She (2CD / 2CD Digipack / Triple Vinyl Album) - Metal Mind 2008
- 'Alchemy' by Clive Nolan - Metal Mind 2013
- Alchemy Live (DVD) - Metal Mind 2013
- Alchemy (Boxset 3CD/2DVD) - Metal Mind 2013
- King's Ransom (Boxset) - 2017

### Strangers On A Train
- The Key - Part 1 - The Prophecy - Verglas 1990
- The Key - Part 2 - The Labyrinth - Verglas 1993

### Casino
- Casino - Verglas 1992

### Neo
- Broadcast (DVD) - Metal Mind 2007

### Otra Vida
- Otra Vida - Alta Gama 2011

### Solo
- Skeletons in the Cupboard -Archive - Vol 1 - Verglas 2003

### En collaboration avec Oliver Wakeman
- Jabberwocky - Verglas 1999
- The Hound of the Baskervilles - Verglas 2002

### En collaboration avec Nick Barett
- A Rush Of Adrenaline (DVD) - Metal Mind 2006

### Participations
- Tracy Hitchings - From Ignorance to Ecstasy - 1991  (composition, clavier, chant, production)
- Landmarq - Solitary Witness - 1992 (paroles)
- Medicine Man - The Journey - 1995 (clavier, production)
- Medicine Man - A Dark and Dangerous Rhythm - 1997 (clavier, production)
- Ayreon - Into the Electric Castle - 1998 (clavier)
- Nightingale - I - 2000 (clavier)
- Ayreon - The Dream Sequencer - 2000 (clavier)
- Ayreon  - Flight of the Migrator - 2000 (clavier)
- Michelle Young - Marked for Madness - 2001 (clavier, coproducteur)
- Dragonforce - Valley of the Damned - 2003 (chœurs, second clavier)
- Edge Of Sanity - Crimson II - 2003 (paroles)
- John Wetton - Rock of faith - 2003 (composition, production, clavier, chœurs)
- Dragonforce - Sonic Firestorm - 2004 (chœurs)
- Dragonforce - Inhuman Rampage - 2006 (chœurs)
- Dragonforce - Ultra Beatdown - 2008 (chœurs)